# Вулиця Гайова (Львів)
Ву́лиця Гайова́ — вулиця в Залізничному районі міста Львова, в місцевості Левандівка. Сполучає частини вулиці Рудненської, від якої й розпочинається нумерація будинків. Має ґрунтове покриття, без хідників. Розташована поблизу залізничного зупинного пункту «5-й парк».
Вулиця названа 1934 року, з того часу не перейменовувалася. Вулиця має здебільшого одноповерхову садибну забудову повоєнного та нового часів.